# Ayoub Ait Afkir
Ayoub Ait Afkir (Amsterdam, 30 januari 1995) is een Nederlands-Marokkaans voetballer die doorgaans speelt als rechtsbuiten. In juli 2024 tekende hij voor Eendracht '82.

## Clubcarrière
Ait Afkir speelde in de jeugd van DWS en AFC, alvorens hij in 2013 naar Almere City trok. Aldaar werd hij na één seizoen in de A1 doorgeschoven naar het eerste elftal. Ait Afkir debuteerde voor Almere City op 29 augustus 2014, toen met 3–1 werd verloren op bezoek bij Telstar. De aanvaller viel dertien minuten voor tijd in voor Norair Aslanyan. In de zomer van 2015 maakte Ait Afkir de overstap naar N.E.C., waar hij een amateurcontract ondertekende. In Nijmegen sloot de vleugelspeler zich aan bij het tweede elftal. In de zomer van 2016 zou Ait Afkir de overstap maken naar Magreb '90. Maar hij ging alsnog in Finland voor Atlantis spelen in de Kakkonen.
Eind september 2016 kwam hij met de Nederlandse spelers Derwin Martina, Irvingly van Eijma en Salah Aharar in opspraak vanwege verdenkingen door de voorzitter van Atlantis vanwege matchfixing. De spelers ontkenden en verlieten de club. In december bleek uit onderzoek in de Volkskrant dat de spelers onschuldig waren en de club een speelbal was van meerdere groepen matchfixers.
In februari 2017 ging hij voor de Slowaakse club Inter Bratislava spelen in de 3. liga. Op 12 februari 2018 verbond hij zich tot het einde van het seizoen 2017/18 aan FC Lisse. Medio 2020 keerde Ait Afkir terug bij AFC, waar hij als jeugdspeler ook al actief was. Na zijn vertrek hier in 2022 zat hij twee jaar zonder club, voor hij bij Eendracht '82 ging spelen.